# (1633) Chimay
(1633) Chimay es un asteroide que forma parte del cinturón de asteroides y fue descubierto el 3 de marzo de 1929 por Sylvain Arend desde el Real Observatorio de Bélgica, Uccle.

## Designación y nombre
Chimay recibió al principio la designación de 1929 EC.
Más tarde se nombró por la ciudad belga de Chimay.

## Características orbitales
Chimay orbita a una distancia media del Sol de 3,193 ua, pudiendo alejarse hasta 3,589 ua. Tiene una inclinación orbital de 2,676° y una excentricidad de 0,1241. Emplea en completar una órbita alrededor del Sol 2084 días.